# Szövetségi elnök (Ausztria)
A szövetségi elnök (Bundespräsident) az Osztrák Köztársaság 6 évre megválasztott államfője. Bár elméletileg az alkotmány nagy hatalommal ruházza fel, szerepe szinte reprezentatív funkciókra korlátozódik. 1951 óta közvetlenül az állampolgárok (Bundesvolk) által történik, megbízása hat évre szól. Irodája a bécsi Hofburg Lipót-szárnyában található. Terminusa egyszer meghosszabbítható, és legfeljebb tizenkét évig lehet hivatalban.

## Általános tudnivalók
Jogállása és feladatköre elviekben nagyobb, mint a német vagy svájci szövetségi elnöknek. Jogállását és hatáskörét Ausztriában ún. parlamentáris elnöki köztársaságként definiálják.

### Kialakulásának története
Az elnöki tisztség az 1920-as alkotmányban erős volt, így tervbe vették annak reprezentatív funkciókra való korlátozását. A szövetségi elnököt a Szövetségi Gyűlés (Bundesversammlung) választotta. 

## Jogköre

### Aszövetségi kormány(Bundesregierung)kinevezése
A szövetségi elnök számára a szövetségi kancellár (Bundeskanzler) kinevezését illetően nincs jogi előírás, de jure szabadon dönthet a kinevezendő személyről. A Nemzeti Tanács (Nationalrat) azonban bármikor megvonhatja a bizalmat a kancellártól és a kormányzattól, az államfőnek alkalmaznia kell a politikai gyakorlatot, és figyelembe kell vennie az alsóház többségi viszonyait. Az egyes szövetségi miniszterek (Bundesminister) és államtitkárok kinevezését a kormányfő javasolja. 2000 óta létezik egy íratlan törvény, miszerint az elnöknek a választásokon legtöbb mandátumot szerzett párt jelöltjét kell a kormányalakítással megbíznia.

### A Nemzeti Tanács feloszlatása
A szövetségi elnök a szövetségi kormány kérésére feloszlathatja az alsóházat, mindazonáltal csak egy alkalommal egy kormányzati perióduson belül.

### Tartományi gyűlés feloszlatása
A szövetségi elnök a szövetségi kormány kérvényezésére, a Szövetségi Tanács (Bundesrat) kétharmados többsége mellett feloszlathatja minden szövetségi tartomány törvényhozását, de ugyancsak egyetlenegy alkalommal élhet ezen jogával egy periódus alatt. Erről egyeztetnie kell a képviselőkkel a gyűlés feloszlatásáról, ilyenkor nem vehetnek részt az üléseken.

### Az Osztrák Szövetségi Hadsereg(Bundesheer)főparancsnoki tisztjének betöltése
Ezen megbízatása a kormányban inkább formális, nem gyakorol közvetlen parancsnoki tevékenységet.

## Fordítás
- Ez a szócikk részben vagy egészben  a   President of Austria című angol Wikipédia-szócikk ezen változatának fordításán alapul.  Az eredeti cikk szerkesztőit annak laptörténete sorolja fel. Ez a jelzés csupán a megfogalmazás eredetét és a szerzői jogokat jelzi, nem szolgál a cikkben szereplő információk forrásmegjelöléseként.
- Ez a szócikk részben vagy egészben  a   Bundespräsident (Österreich) című német Wikipédia-szócikk ezen változatának fordításán alapul.  Az eredeti cikk szerkesztőit annak laptörténete sorolja fel. Ez a jelzés csupán a megfogalmazás eredetét és a szerzői jogokat jelzi, nem szolgál a cikkben szereplő információk forrásmegjelöléseként.

## Kapcsolódó szócikk
- Ausztria államfőinek listája